# Пегасус (Новая Зеландия)
Пегасус (англ. Pegasus Town) — строящийся город в Кентербери, в округе Уаимакарири, на Южном острове Новой Зеландии. Город получил своё название в честь находящегося неподалёку залива Пегасус. Расположенный в 25 километрах к северу от Крайстчерча, Пегасус примыкает к городу Вуденд с северо-восточной стороны. На территории города планируется построить жилых площадей для примерно 6000 человек. На территории города расположены участки под строительство примерно 1200 коттеджей и до 800 многоквартирных домов ленточной застройки. В центре города планируется разместить торгово-сервисные точки и коммерческую недвижимость.
По состоянию на начало июня 2012 года в городе были открыты для посещения:
- Парковая зона отдыха около озера Пегасус, общей площадью 20 гектар. Посередине озера есть остров, попасть на который можно по подвесному мосту. На более чем четырёх километрах побережья озера расположены 11 песчаных и галечных пляжей с пунктами проката лодок, катамаранов и других средств отдыха.
- Поле для гольфа на 18 лунок с расположенными неподалёку теннисными кортами, специализированным магазином, тренажёрным залом, кафе и баром.
- Универсам, в котором представлен широкий ассортимент товаров, есть отделение связи и прокат DVD.
- Кафе-бар Flat White с небольшой библиотекой.
- Дорога с твёрдым покрытием до пляжа в заливе Пегасус, в двух минутах езды от городского центра.
- Детские игровые площадки в парках.

Проект строительства города был предложен в 1997 году компанией Southern Capital и разрабатывался компанией Infinity Investment Group.
В конце 2012 года проект испытал некоторые сложности с финансированием, однако в декабре того же года компания Todd Property выкупила проект строительства поселения. Сумма сделки не разглашается.

## История
- В середине 2006 года были произведены основные геодезические работы, межевание и земляные работы.
- январь 2008: начали продаваться первые земельные участки и недвижимость в городе.
- сентябрь 2008: в городе появились первые жители.
- ноябрь 2008: был открыт демонстрационный дом (англ. showhome) для потенциальных покупателей недвижимости.
- декабрь 2009: открыты для посещения спортивный клуб, озеро Пегасус, кафе Flat White и универсальный магазин.

По состоянию на май 2012 года было продано 1024 участка, то есть около 85 % участков, выставленных к тому времени на продажу. Права собственности были получены на 805 участков. Было построено около 350 домов, в которых проживало более 600 жителей.
Озеро Пегасус в центре города стало очень популярным местом для проведения различных региональных и национальных спортивных мероприятий, в том числе соревнований по триатлону, гребле на каноэ, подводному погружению, парусных регат. Местное поле для гольфа стало базой женской сборной Новой Зеландии по гольфу.